# Балка Княжа Буярака
Балка Княжа Буярака — балка (річка) в Україні у П'ятихатському районі Дніпропетровської області. Права притока річки Омельник (басейн Дніпра).

## Опис
Довжина балки приблизно 13,88 км, найкоротша відстань між витоком і гирлом — 12,15 км, коефіцієнт звивистості річки — 1,14. Формується декількома струмками та загатами. На деяких ділянках балка пересихає.

## Розташування
Бере початок у селі Жовтоолександрівка. Тече переважно на північний схід через села Ровеньки, Григорівку й на східній стороні від села Грамівка впадає в річку Омельник, праву притоку річки Дніпра.

## Цікаві факти
- У XX столітті на балці існували колгоспні двори, молочно, -птице-тваринні ферми (МТФ, ПТФ), газгольдер та газові свердловини[2].